# 克里斯·格里芬
克里斯托弗·克罗斯·「克里斯」·格里芬（英語：Christopher Cross "Chris" Griffin） 是美国喜剧动画《蓋酷家庭》角色。他是彼得和洛伊丝的孩子，梅格·格里芬和斯图威·格里芬的兄弟。克里斯是由塞思·格林配音。早初为一个叛逆、不卫生和心智未熟的少年。与相关克里斯的噱头包括“邪恶的猴子”在他的衣柜裡的存在性，及恋童癖者赫伯特。

## 角色起源
克里斯类似《拉里的生活》主角拉里·卡明斯的儿子米尔特。克里斯最初是朋克的形象，根据创作者塞思·麦克法兰的DVD评论。他在前三季穿耳环，和他痛苦沒像后来的集数强调。
克里斯源自特德·莱文在《沉默的羔羊》饰演詹姆·甘。格林试镜克里斯的角色，固然做出角色的印象。主要想法是设想野牛比尔听起来像在麦当劳通过扩音系统说。在《Stew-Roids》，克里斯重拍电影的场景中野牛比尔在镜前裸舞，尽管他的阴茎夾在两腿后面。